# Chaetonotus ocellatus
Chaetonotus ocellatus är en djurart som tillhör fylumet bukhårsdjur, och som beskrevs av Martin 1981. Chaetonotus ocellatus ingår i släktet Chaetonotus och familjen Chaetonotidae. Inga underarter finns listade i Catalogue of Life.